# ناوچه سبک کلاس اسد
ناوچه سبک کلاس اسد یک کلاس از ناوچه‌های سبک ساخت ایتالیا است که ۴ فروند از آن به سفارش لیبی و ۶ فروند به سفارش عراق (در سال ۱۹۸۱) طراحی و ساخته شدند اما به دلیل تحریم اقتصادی عراق در پی اشغال کویت هیچ‌یک از آنها به این کشور تحویل داده نشد. چهار فروند از ناوچه‌هایی که برای عراق ساخته شده بودند، در سال ۱۹۹۵ به مالزی فروخته شدند و اکنون در این کشور با نام ناوچه سبک کلاس لاکسامانا فعال هستند. اسدهای لیبیایی که در سال ۱۹۷۷ تا ۷۹ وارد نیروی دریایی لیبی شده بودند اکنون فعال نیستند و یکی از آن‌ها توسط هواپیماهای نیروی دریایی آمریکا غرق شده‌است.
کشتی‌های این کلاس در حالت بارگیری کامل ۶۷۵ تن وزن و ۶۲ متر طول دارند و به ۶ پرتابگر موشک ضدکشتی دوربرد اتومات، یک توپ ۷۶ م‌م اتوبردا و ۶ اژدرانداز مسلح هستند.